# Acontia ochrochroa
Acontia ochrochroa är en fjärilsart som beskrevs av Druce 1909. Acontia ochrochroa ingår i släktet Acontia och familjen nattflyn. Inga underarter finns listade i Catalogue of Life.